# NGC 2049
NGC 2049 je galaksija u zviježđu Golubu.

## Vanjske poveznice
- SEDS: NGC 2049